# SuperLiga Sérvia de 2022–23
A SuperLiga da Sérvia de 2022–23 (conhecida como Mozzart Bet SuperLiga por motivos de patrocínio) foi a 17ª edição da SuperLiga da Sérvia desde sua criação em 2006. Estrela Vermelha é o atual campeão.
A temporada começou em 8 de julho de 2022 e tem previsão para terminar em 27 de maio de 2023. Como a Copa do Mundo da FIFA de 2022 começou em 21 de novembro, a última rodada antes da Copa do Mundo foi realizada de 12 a 13 de novembro, a liga retornou em 3 de fevereiro de 2023.

## Equipes
| Clube            | Cidade       | Estádio                 | Capacidade |
| ---------------- | ------------ | ----------------------- | ---------- |
| Čukarički        | Belgrade     | Čukarički Stadium       | 4,070      |
| Javor-Matis      | Ivanjica     | Javor Stadium           | 3,000      |
| Kolubara         | Lazarevac    | Kolubara Stadium        | 2,500      |
| Mladost GAT      | Novi Sad     | Karađorđe Stadium       | 14,458     |
| Mladost Lučani   | Lučani       | Mladost Stadium         | 8,000      |
| Napredak         | Kruševac     | Mladost Stadium         | 10,330     |
| Novi Pazar       | Novi Pazar   | Novi Pazar City Stadium | 12,000     |
| Partizan         | Belgrade     | Partizan Stadium        | 29,775     |
| Radnički 1923    | Kragujevac   | Čika Dača Stadium       | 15,100     |
| Radnički         | Niš          | Čair Stadium            | 18,151     |
| Radnik           | Surdulica    | Surdulica City Stadium  | 3,312      |
| Estrela Vermelha | Belgrade     | Rajko Mitić Stadium     | 53,000     |
| Spartak          | Subotica     | Subotica City Stadium   | 13,000     |
| TSC              | Bačka Topola | TSC Arena               | 5,000      |
| Vojvodina        | Novi Sad     | Karađorđe Stadium       | 14,458     |
| Voždovac         | Belgrade     | Shopping Center Stadium | 5,175      |

## Temporada regular

### Tabela da liga
| Pos | Equipe            | Pts | J  | V  | E  | D  | GP | GC | SG  | Classificado                             |
| --- | ----------------- | --- | -- | -- | -- | -- | -- | -- | --- | ---------------------------------------- |
| 1   | Estrela Vermelha  | 82  | 30 | 26 | 4  | 0  | 81 | 14 | +67 | Qualification for the Championship round |
| 2   | TSC               | 62  | 30 | 18 | 8  | 4  | 52 | 22 | +30 | Qualification for the Championship round |
| 3   | Čukarički         | 62  | 30 | 19 | 5  | 6  | 56 | 31 | +25 | Qualification for the Championship round |
| 4   | Partizan          | 57  | 30 | 17 | 6  | 7  | 57 | 28 | +29 | Qualification for the Championship round |
| 5   | Vojvodina         | 54  | 30 | 14 | 12 | 4  | 47 | 27 | +20 | Qualification for the Championship round |
| 6   | Novi Pazar        | 50  | 30 | 15 | 5  | 10 | 37 | 31 | +6  | Qualification for the Championship round |
| 7   | Voždovac          | 39  | 30 | 11 | 6  | 13 | 24 | 42 | −18 | Qualification for the Championship round |
| 8   | Radnički 1923     | 37  | 30 | 10 | 7  | 13 | 29 | 30 | −1  | Qualification for the Championship round |
|     |                   |     |    |    |    |    |    |    |     |                                          |
| 9   | Kolubara          | 37  | 30 | 10 | 7  | 13 | 23 | 45 | −22 | Qualification for the Relegation round   |
| 10  | Napredak Kruševac | 31  | 30 | 8  | 7  | 15 | 22 | 31 | −9  | Qualification for the Relegation round   |
| 11  | Radnički Niš      | 29  | 30 | 7  | 8  | 15 | 30 | 51 | −21 | Qualification for the Relegation round   |
| 12  | Javor-Matis       | 29  | 30 | 7  | 8  | 15 | 28 | 49 | −21 | Qualification for the Relegation round   |
| 13  | Spartak Subotica  | 25  | 30 | 5  | 10 | 15 | 26 | 43 | −17 | Qualification for the Relegation round   |
| 14  | Radnik Surdulica  | 23  | 30 | 5  | 8  | 17 | 21 | 44 | −23 | Qualification for the Relegation round   |
| 15  | Mladost Lučani    | 23  | 30 | 4  | 11 | 15 | 32 | 52 | −20 | Qualification for the Relegation round   |
| 16  | Mladost GAT       | 20  | 30 | 4  | 8  | 18 | 20 | 45 | −25 | Qualification for the Relegation round   |

1. ↑  As equipes serão divididas em dois grupos (Final A e Final B) após cada um ter disputado 30 partidas.

### Results
| Mandante \ Visitante | ČUK | JAV | KOL | MNS | MLA | NAP | NPZ | PAR | RDK | RNI | RSU | RSB | SPA | TSC | VOJ | VOŽ |
| -------------------- | --- | --- | --- | --- | --- | --- | --- | --- | --- | --- | --- | --- | --- | --- | --- | --- |
| Čukarički            | —   | 3–0 | 3–0 | 2–0 | 3–1 | 1–0 | 2–2 | 1–0 | 3–2 | 2–2 | 1–0 | 0–2 | 2–0 | 1–4 | 2–0 | 3–1 |
| Javor-Matis          | 1–2 | —   | 0–1 | 2–1 | 1–1 | 2–1 | 2–1 | 0–4 | 0–1 | 0–2 | 2–2 | 0–2 | 1–0 | 0–1 | 1–1 | 0–2 |
| Kolubara             | 3–2 | 1–0 | —   | 0–0 | 3–2 | 0–1 | 1–0 | 1–5 | 1–1 | 1–0 | 1–0 | 0–2 | 2–1 | 0–1 | 2–2 | 1–0 |
| Mladost GAT          | 0–2 | 2–3 | 0–0 | —   | 1–1 | 0–1 | 1–2 | 0–1 | 1–2 | 0–0 | 2–1 | 0–4 | 1–0 | 1–2 | 0–4 | 1–2 |
| Mladost Lučani       | 0–1 | 4–1 | 2–0 | 0–0 | —   | 3–1 | 1–3 | 0–3 | 0–0 | 2–2 | 3–2 | 1–2 | 1–1 | 2–5 | 1–1 | 1–2 |
| Napredak Kruševac    | 0–0 | 2–4 | 4–0 | 1–0 | 0–0 | —   | 0–1 | 0–1 | 1–0 | 2–0 | 1–0 | 1–1 | 1–1 | 0–0 | 0–2 | 0–0 |
| Novi Pazar           | 1–2 | 3–1 | 0–1 | 1–0 | 3–1 | 2–1 | —   | 1–0 | 1–0 | 0–0 | 1–0 | 1–2 | 2–0 | 2–1 | 1–1 | 0–0 |
| Partizan             | 3–2 | 3–3 | 1–1 | 0–4 | 6–0 | 1–0 | 1–0 | —   | 1–1 | 4–0 | 1–2 | 1–1 | 0–1 | 0–0 | 4–1 | 1–0 |
| Radnički 1923        | 1–1 | 0–0 | 3–0 | 3–0 | 1–0 | 3–0 | 1–3 | 0–1 | —   | 1–0 | 1–0 | 0–1 | 2–2 | 0–2 | 0–2 | 0–1 |
| Radnički Niš         | 0–2 | 1–0 | 1–1 | 1–1 | 2–1 | 3–2 | 1–3 | 3–3 | 1–3 | —   | 0–0 | 1–2 | 3–0 | 0–3 | 1–4 | 2–3 |
| Radnik Surdulica     | 0–4 | 0–0 | 0–0 | 1–2 | 1–0 | 1–0 | 1–1 | 0–2 | 0–0 | 1–3 | —   | 1–2 | 2–0 | 0–1 | 1–1 | 2–0 |
| Red Star Belgrade    | 3–0 | 4–1 | 5–0 | 4–2 | 2–0 | 1–0 | 5–1 | 1–0 | 2–0 | 4–0 | 6–0 | —   | 3–0 | 1–1 | 1–1 | 4–0 |
| Spartak Subotica     | 1–3 | 2–2 | 2–1 | 0–0 | 1–1 | 1–2 | 2–0 | 1–2 | 1–2 | 0–1 | 2–0 | 1–4 | —   | 0–0 | 1–1 | 3–0 |
| TSC                  | 1–1 | 0–0 | 3–1 | 3–0 | 2–1 | 2–0 | 0–1 | 2–3 | 2–0 | 2–0 | 2–1 | 1–2 | 2–2 | —   | 1–1 | 3–0 |
| Vojvodina            | 3–2 | 2–0 | 3–0 | 2–0 | 1–1 | 1–0 | 2–0 | 2–1 | 2–1 | 3–0 | 1–1 | 0–2 | 0–0 | 1–2 | —   | 2–1 |
| Voždovac             | 0–3 | 0–1 | 1–0 | 0–0 | 1–1 | 0–0 | 1–0 | 0–4 | 1–0 | 1–0 | 4–1 | 0–6 | 2–0 | 1–3 | 0–0 | —   |

## Championship round
| Pos | Equipe               | Pts | J  | V  | E  | D  | GP | GC | SG  | Classificado                                                       |
| --- | -------------------- | --- | -- | -- | -- | -- | -- | -- | --- | ------------------------------------------------------------------ |
| 1   | Estrela Vermelha (C) | 97  | 37 | 30 | 7  | 0  | 96 | 19 | +77 | Fase de Grupos da Liga dos Campeões da UEFA de 2023–24             |
| 2   | TSC (Q)              | 75  | 37 | 22 | 9  | 6  | 66 | 32 | +34 | 3ª. Pré–eliminatória da Liga dos Campeões da UEFA de 2023–24       |
| 3   | Čukarički (Q)        | 75  | 37 | 23 | 6  | 8  | 65 | 38 | +27 | 3ª. Pré–eliminatória da Liga Europa da UEFA de 2023–24             |
| 4   | Partizan (Q)         | 71  | 37 | 21 | 8  | 8  | 68 | 34 | +34 | 3ª. Pré–eliminatória da Liga Conferência Europa da UEFA de 2023–24 |
| 5   | Vojvodina (Q)        | 63  | 37 | 16 | 15 | 6  | 59 | 35 | +24 | 2ª. Pré–eliminatória da Liga Conferência Europa da UEFA de 2023–24 |
| 6   | Novi Pazar           | 51  | 37 | 15 | 6  | 16 | 40 | 49 | −9  |                                                                    |
| 7   | Voždovac             | 46  | 37 | 13 | 7  | 17 | 29 | 52 | −23 |                                                                    |
| 8   | Radnički 1923        | 42  | 37 | 11 | 9  | 17 | 37 | 43 | −6  |                                                                    |

## Relegation round
| Pos | Equipe            | Pts | J  | V  | E  | D  | GP | GC | SG  | Classificação ou descenso                       |
| --- | ----------------- | --- | -- | -- | -- | -- | -- | -- | --- | ----------------------------------------------- |
| 9   | Napredak Kruševac | 39  | 37 | 10 | 9  | 18 | 27 | 37 | −10 |                                                 |
| 10  | Spartak Subotica  | 39  | 37 | 9  | 12 | 16 | 38 | 49 | −11 |                                                 |
| 11  | Mladost Lučani    | 38  | 37 | 9  | 11 | 17 | 40 | 57 | −17 |                                                 |
| 12  | Javor-Matis       | 37  | 37 | 9  | 10 | 18 | 35 | 56 | −21 |                                                 |
| 13  | Radnik Surdulica  | 35  | 37 | 8  | 11 | 18 | 37 | 61 | −24 | Qualificado para playoffs de rebaixamento       |
| 14  | Radnički Niš      | 35  | 37 | 9  | 8  | 20 | 28 | 50 | −22 | Qualificado para playoffs de rebaixamento       |
| 15  | Kolubara          | 32  | 37 | 11 | 8  | 18 | 28 | 57 | −29 | Rebaixado para Mozzart Bet Prva Liga de 2023–24 |
| 16  | Mladost GAT       | 30  | 37 | 6  | 12 | 19 | 25 | 49 | −24 | Rebaixado para Mozzart Bet Prva Liga de 2023–24 |